# Lucy Beecroft
Pour les articles homonymes, voir Beecroft.
Lucy Beecroft, née le 7 octobre 1996 à North Shields, est une joueuse professionnelle de squash qui représente l'Angleterre. Elle atteint la 20e place mondiale en juillet 2024, son meilleur classement.

## Biographie
Ses deux parents  jouent au squash et naturellement, elle commence à jouer dès l'âge de cinq ans.
Elle participe aux championnats du monde 2020-2021 s'inclinant au premier tour face à Nouran Gohar.

## Palmarès

### Titres
- Championnat d'Europe par équipes : 2023

### Finales
- Jeux mondiaux : 2022
- Championnats britanniques : 2022